# 利勒梅尔
利勒梅尔（法語：Lillemer，法語發音：[lilmɛʁ]）是法国伊勒-维莱讷省的一个市镇，属于圣马洛区。

## 地理
利勒梅尔（48°33'53"N, 1°51'37"W）面积3.74 平方千米，位于法国布列塔尼大區伊勒-维莱讷省，该省份为法国西北部沿海省份，位于布列塔尼半岛东部，北濒大西洋，西接阿摩尔滨海省和莫尔比昂省，南至大西洋卢瓦尔省，西南端接曼恩-卢瓦尔省，东临马耶讷省，东北与芒什省接壤。
与利勒梅尔接壤的市镇（或旧市镇、城区）包括：拉弗雷奈、普莱盖尔、罗朗德里约、圣吉努。

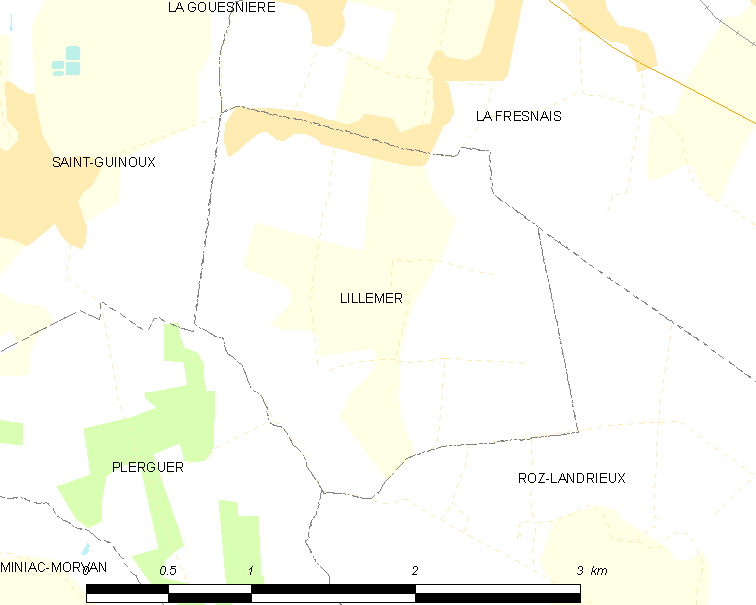
利勒梅尔的OSM定位图

利勒梅尔的时区为UTC+01:00、UTC+02:00（夏令时）。

## 行政
利勒梅尔的邮政编码为35111，INSEE市镇编码为35153。

## 政治
利勒梅尔所属的省级选区为布列塔尼地区多勒县。

## 人口

1962-2008年间利勒梅尔人口变化图示

利勒梅尔于2022年1月1日时的人口数量为383人。